# Film in 1973
Dit artikel gaat over de film in het jaar 1973.

## Lijst van films
- Amarcord
- American Graffiti
- Badlands
- Bang the Drum Slowly
- Battle for the Planet of the Apes
- Chinese Kung Fu against Godfather
- The Day of the Dolphin
- The Day of the Jackal
- Don't Look Now
- Enter the Dragon
- El espíritu de la colmena
- The Exorcist
- High Plains Drifter
- The Holy Mountain
- Home Sweet Home
- The Iceman Cometh
- L'Invitation
- Jesus Christ Superstar
- The Last Detail
- Live and Let Die
- The Long Goodbye
- Lost Horizon
- Ludwig
- Magnum Force
- Mean Streets
- My Name is Nobody
- La Nuit américaine
- Paper Moon
- Papillon
- Robin Hood
- Scener ur ett äktenskap
- Serpico
- Sleeper
- The Sting
- Tom Sawyer
- The Train Robbers
- Two People
- A Touch of Class
- The Way We Were
- Westworld
- The Wicker Man
- Zanjeer

### Lijst van Nederlandse films
- De blinde fotograaf
- Het dwaallicht
- Frank en Eva
- Geen paniek
- Naakt over de schutting
- Niet voor de poezen
- Op de Hollandse toer
- Turks fruit
- Vaarwel
- Van Doorn

1870-1879 · 1880-1889 · 1890 · 1891 · 1892 · 1893 · 1894 · 1895 · 1896 · 1897 · 1898 · 1899 · 1900 · 1901 · 1902 · 1903 · 1904 · 1905 · 1906 · 1907 · 1908 · 1909 · 1910 · 1911 · 1912 · 1913 · 1914 · 1915 · 1916 · 1917 · 1918 · 1919 · 1920 · 1921 · 1922 · 1923 · 1924 · 1925 · 1926 · 1927 · 1928 · 1929 · 1930 · 1931 · 1932 · 1933 · 1934 · 1935 · 1936 · 1937 · 1938 · 1939 · 1940 · 1941 · 1942 · 1943 · 1944 · 1945 · 1946 · 1947 · 1948 · 1949 · 1950 · 1951 · 1952 · 1953 · 1954 · 1955 · 1956 · 1957 · 1958 · 1959 · 1960 · 1961 · 1962 · 1963 · 1964 · 1965 · 1966 · 1967 · 1968 · 1969 · 1970 · 1971 · 1972 · 1973 · 1974 · 1975 · 1976 · 1977 · 1978 · 1979 · 1980 · 1981 · 1982 · 1983 · 1984 · 1985 · 1986 · 1987 · 1988 · 1989 · 1990 · 1991 · 1992 · 1993 · 1994 · 1995 · 1996 · 1997 · 1998 · 1999 · 2000 · 2001 · 2002 · 2003 · 2004 · 2005 · 2006 · 2007 · 2008 · 2009 · 2010 · 2011 · 2012 · 2013 · 2014 · 2015 · 2016 · 2017 · 2018 · 2019 · 2020 · 2021 · 2022 · 2023 · 2024 · 2025